# La Guerre des gangs (film, 1980)
Pour les articles homonymes, voir La Guerre des gangs.
Pour plus de détails, voir Fiche technique et Distribution.
La Guerre des gangs (Luca il contrabbandiere) est un poliziottesco italien réalisé par Lucio Fulci et sorti en 1980. Particulièrement violent, il met aux prises Fabio Testi et Marcel Bozzuffi à Naples.
Le film suit Luca Di Angelo qui mène une vie tranquille et confortable de trafiquant de cigarettes à Naples, lorsque son frère Micky est assassiné devant ses yeux. Les autres contrebandiers sont décimés à leur tour. Il s'avère bientôt qu'un nouveau venu, le « Marseillais », a l'intention de vendre de la drogue en ville. Implacable et sadique, il est prêt à tout pour y parvenir même à éliminer ses concurrents. L'affrontement est inévitable.

## Synopsis
Luca Ajello est un trafiquant de cigarettes qui opère à Naples et dispose d'une équipe de chauffeurs de bateaux à moteur à ses ordres. Après une poursuite en mer par la police, Luca soupçonne son rival Sciarrino de vouloir le piéger en transmettant des informations à la police afin de lui reprendre le commerce de cigarettes.
Quelque temps plus tard, Luca et Michele sont victimes d'une embuscade organisée par de faux policiers : Michele est tué tandis que Luca est sauvé par un miracle. Perlante, un autre parrain de la mafia milanaise, lui conseille de quitter la ville pour quelque temps, mais Luca refuse. Lors des funérailles, célébrées dans le golfe avec une flotte de bateaux à moteur, Luca jure de venger son frère. Il décide d'affronter Sciarrino et entre chez lui, mais il se fait désarmer et on le passe brutalement à tabac. Sciarrino épargne sa vie, ajoutant qu'il n'a rien à voir avec la mort de son frère.
Une dénonciation amène Luca à suivre la piste d'un homme appelé le Marseillais, un trafiquant de drogue. Lorsque Luca atteint son bateau, il trouve un des dealers du Marseillais et le torture pour obtenir des informations sur son chef. Il téléphone ensuite à Perlante pour en savoir plus sur cet individu, qui semble faire un marché avec la Camorra pour le trafic de drogue.
Le Marseillais prouve sa cruauté par la façon dont il punit Ingrid, une jeune fille qui a tenté de le tromper avec un faux lot de médicaments : l'homme lui brûle une partie du visage avec un chalumeau, la défigurant à jamais. Peu après, il ordonne une série d'attaques pour éliminer certains parrains qui s'opposent à lui. L'un d'eux est Perlante, mais son bras droit Alfonsino arrive avant lui dans la chambre et déclenche par inadvertance une bombe, mourant à sa place. C'est à ce moment que Perlante joue le rôle de médiateur entre le Marseillais et les parrains de la Camorra, en invitant Luca, qui est censé fournir son équipe de conducteurs de canots à moteur. Luca, cependant, refuse et convainc les autres parrains de faire de même.
Le lendemain, une vaste opération de la police financière permet d'arrêter presque tous les contrebandiers. Luca parvient cependant à s'échapper grâce à Sciarrino, qui lui propose de s'allier à des trafiquants étrangers. La rencontre est prévue dans la maison de Perlante mais, une fois sur place, Luca comprend immédiatement, à l'odeur de l'après-rasage nauséabond du Marseillais, que Sciarrino et lui sont tombés dans un piège. S'ensuit une très violente fusillade au cours de laquelle Sciarrino tombe sous les balles des tueurs, mais non sans avoir réussi à tuer Perlante (dont on découvre qu'il a passé un accord infâme avec le Marseillais) d'une balle dans la gorge.
Luca parvient à se sauver et à s'enfuir, mais le Marseillais enlève sa femme Adèle et la viole sauvagement. Il oblige Luca à écouter les appels à l'aide de sa femme au téléphone, certain qu'il cédera alors à ses demandes de collaboration. C'est la goutte d'eau qui fait déborder le vase pour un vieux parrain de la Camorra, Don Morrone, qui interrompt sa retraite forcée et convoque tous les anciens parrains pour qu'ils reprennent les armes. Luca et le Marseillais se retrouvent bientôt au pied du Castel dell'Ovo, où ils découvrent le cadavre d'une femme qui ressemble à Adèle, alors qu'Adèle elle-même est retrouvée par la police dans une ferme, blessée mais toujours vivante. C'est alors que les anciens parrains de la Camorra engagent une longue fusillade contre les hommes du Marseillais, provoquant un massacre. Le Marseillais, seul survivant, parvient momentanément à se sauver et s'enfuit dans un immeuble voisin, mais il est poursuivi par Luca qui lui tire dessus. Le Marseillais est tué sur le coup et tombe sur un tas d'ordures.

## Fiche technique
- Titre original : Luca il contrabbandiere
- Titre français : La Guerre des gangs ou Luca le contrebandier ou Lucas le vengeur[1]
- Réalisation : Lucio Fulci
- Scénario : Lucio Fulci, Ettore Sanzò, Gianni De Chiara (it), Giorgio Mariuzzo (it)
- Photographie : Sergio Salvati (it)
- Montage : Vincenzo Tomassi (it)
- Musique : Fabio Frizzi
- Effets spéciaux : Germano Natali (it), Roberto Pace
- Décors : Franco Calabrese
- Costumes : Massimo Lentini (it)
- Maquillage : Franco Di Girolamo, Fabrizio Sforza
- Production : Sandro Infascelli
- Sociétés de production : Primex Italiana et G.M.R. Cinematografica
- Sociétés de distribution : Cinedaf et General Video
- Format : Couleur - 1,85:1 - Son mono - 35 mm
- Genre : poliziottesco
- Durée : 97 minutes
- Date de sortie :
  - Italie : 8 août 1980
  - France : 23 juin 1982[1]

## Distribution
- Fabio Testi (VF : Pierre Hatet) : Luca Di Angelo
- Ivana Monti (it) : Adele Di Angelo, sa femme
- Enrico Maisto (it) : Micky Di Angelo, son frère
- Marcel Bozzuffi (VF : Lui-même) : le Marseillais
- Saverio Marconi (it) (VF : Jean-Pierre Leroux) : Luigi Perlante
- Ferdinando Murolo (it)	: Scherino
- Tommaso Palladino (it) (VF :  Marc de Georgi) : Capece
- Guido Alberti : Don Morrone
- Ajita Wilson : Luisa
- Venantino Venantini : Capitaine Tarantino
- Daniele Dublino (it) : l'assistant du procureur
- Giordano Falzoni (it) : le docteur

## Production
Après le grand succès de L'Enfer des zombies, Fulci a reçu de nombreuses propositions pour son prochain film. Le réalisateur a fini par en accepter une de la productrice Sandra Infascelli, pour un film sur le thème de la contrebande se déroulant à Naples.

### Scénario
Le scénario a été écrit par Gianni De Chiara et Ettore Sanzò. Lucio Fulci et Giorgio Mariuzzo ont ensuite écrit la fin avec les vieux mafiosi défendant le contrebandier. Ils ont également ajouté au film quelques scènes de violence supplémentaires.

### Tournage
Le tournage du film a commencé le 3 décembre 1979 pour se terminer en mars 1980. Le titre de travail était alors Il contrabbandiere, mais Fulci souhaitait l'intituler Violenza. Le tournage a eu lieu entre Naples et Rome, aux studios De Paolis.
Après deux semaines de tournage, le budget est déjà épuisé. Après quelques discussions, l'équipe décide de se rendre à Naples pour terminer le film. L'équipe y a reçu l'aide de véritables contrebandiers, qui sont même venus financer le film et fournir de vrais bateliers pour conduire les bateaux à moteur. Ils ont également révisé le scénario et les dialogues du film, en insérant des phrases condamnant le trafic de drogue. Ils se sont en outre opposés au titre voulu par Fulci, Violenza, qu'ils jugeaient peu conforme à leur image. Il semble que Giuseppe Greco, fils du chef de la mafia Michele Greco, connu sous le nom de Il papa, ait également assisté au tournage.
Fulci a déclaré : « J'avais lu une enquête journalistique sur la contrebande et je l'ai transformée, avec Mariuzzo, en un film noir italien. Nous avons eu beaucoup de plaisir à le faire. Je ne savais pas que le film serait en fait produit... par les contrebandiers ! ».
Giannetto De Rossi a été appelé pour réaliser les effets spéciaux de la séquence dans laquelle le visage du dealer est brûlé au chalumeau, mais il n'est pas crédité au générique du film.

### Attribution des rôles
Le rôle principal est incarné par Fabio Testi, qui avait déjà joué dans de nombreux poliziotteschi et westerns spaghetti. Sont également présents de nombreux acteurs de caractère connus du cinéma italien, tels que Nello Pazzafini, Venantino Venantini et Romano Puppo. Le Marseillais est interprétée par Marcel Bozzuffi, qui avait joué dans French Connection de William Friedkin. Dans le rôle de la Napolitaine, on retrouve également la célèbre transsexuelle Ajita Wilson. Lucio Fulci fait une apparition : il est l'un des vieux mafiosi qui participe au massacre final.

## Exploitation
Le film est sorti dans les salles de cinéma italiennes le 8 août 1980, et a rapporté un total de 756 203 707 lires de l'époque.
Le film a été distribué en France en 1982, en Alsace et dans le Sud-Est.

### Accueil critique
La critique italienne a reproché au film un excès de violence, mais n'a pas dénié à Fulci la virtuosité de sa mise en scène. Le Corriere della Sera a écrit : « Réalisé d'une main leste avec un savoir-faire certain par Lucio Fulci, le film comporte malheureusement des effets sanguinolents, mais les séquences de poursuites en bateau à moteur sont efficaces et le portrait d'une certaine Naples est coloré ». Paolo Mereghetti a très mal accueilli le film, écrivant : « La Guerre des gangs est un film noir d'un rare crétinisme ». La revue Nocturno, en revanche, a écrit : « Fulci vide de l'intérieur toute forme préconstituée et la remodèle ». Selon Gordiano Lupi : « Fulci aimait beaucoup ce film et le considérait comme l'une de ses œuvres les plus réussies. Il n'avait pas tort ».

## Inspirations et influence
Le film s'inspire des films noirs de Fernando Di Leo et surtout des films de mafia napolitains, mais il le fait dans le style caractéristique de Lucio Fulci, c'est-à-dire croisant le film noir avec le cinéma d'épouvante.
- La fin du film, où le Marseillais meurt dans un tas d'ordures, rappelle la fin semblable de La Rançon de la peur, réalisé par Umberto Lenzi en 1974.
- Hostel d'Eli Roth rend hommage au film avec une scène de torture au chalumeau, infligée dans ce film à une jeune Japonaise.